# 난지도 (서울)
난지도(蘭芝島)는 서울특별시 마포구 상암동 일대에 남쪽으로 홍제천, 북쪽으로는 성산천, 동쪽으로는 난지천에 둘러싸인 2.72 km2의 땅이다. 예전에는 한강의 하중도(河中島)였으나, 1977년 매립되어 육지가 되었다. 중초도(中草島), 꽃섬, 오리섬, 압도(鴨島), 문도(門島) 등으로도 불렸다.

## 역사
| Daedongyeojido (Gyujanggak) 01-08.jpg |  |
|                                       |  |

난지도라는 명칭의 유래는 자세히 알려져 있지 않다. 난(蘭)과 지(芝)는 그윽한 향기가 난다는 난초와 지초를 가리키는 말이다. 김정호의 대동여지도 중 경조오부도(京兆五部圖)에는 꽃이 피어있는 섬이라는 뜻의 '중초도(中草島)'로 기록하고 있다. 또한, 조선 후기의 지리서 택리지는 난지도를 사람이 살기에 좋은 풍수조건을 가진 땅으로 기록하고 있다.
조선 시대 중반부터 땅콩과 수수가 재배되던 한강 어귀의 낮은 평지였으며, 갈대 숲이 우거져 철새들의 낙원이기도 했다.

### 쓰레기 매립지
난지도 매립지가 생기기 전에 서울시의 쓰레기는 각 구(區)별로 수거해 한강 본류나 지천변의 공터에 버리고 5~10 m가 쌓이면 흙덮기(복토)하는 방식으로 처리했다. 강남구 대치동, 광진구 구의동, 성동구 행당동, 노원구 상계동, 관악구 신림동, 동대문구 장안동, 강서구 개화동 등의 일부 아파트나 유통시설 단지는 1970년대에 쓰레기매축장이었던 곳이다.
정부와 서울시는 1977년 1월 7일부터 7월 25일까지 200일 동안 1일 평균 3,500여 명을 동원해 난지도에 길이 4 km, 폭 20 m, 높이 7 m의 제방을 쌓았는데, 당시 정부는 이 사업의 목적을 농원 조성이라고 밝혔다. 그러나, 제방이 축조된 후 9일만인 8월 3일 서울시는 난지도를 쓰레기처분장으로 고시하고 난지도 내 사유지를 토지수용법으로 매수했다.
난지도는 이후 서울특별시와 경기도 북부의 공식 쓰레기 매립지가 되었다. 1978년 3월부터 15년 동안 전체 2.9 km2의 쓰레기 처분장 부지 중 1.75 km2의 쓰레기 매립장에 거대한 2개의 산이 생겼는데, 애초 해발 8 m의 저지대였던 난지도는 최고 높이가 해발 98 m에 이르게 되었다.
1992년 11월 2일 일반 생활쓰레기의 반입을 중지시켰고, 건축물 폐자재의 반입을 허용하다가 1993년 3월 19일에 매립장을 완전히 폐쇄하였다. 이후 서울의 쓰레기 매립지는 경기도 김포군 검단면(현 인천 서구)에 조성된 수도권 매립지로 이전하였다. 그때까지 난지도는 15년간 8.5 톤 트럭 1300만 대분(총 1억1050만 톤)의 쓰레기를 수용하였으며, 그 부피는 91,972,000 m³이며 1993년 3월 19일 폐쇄된 뒤에도 단 한 차례 쓰레기를 매립한 적이 있었는데, 바로 삼풍백화점의 잔해였다. 사실상 지금 난지도 안에 백화점 한 동이 통째로 들어있다고 보면 된다. 다른 매립지에 자리가 없어서 난지도 위에 덮을 수밖에 없었다고. 삼풍백화점 잔해 정리 과정에서 사람의 유해가 나와 유족들이 공분한 적이 있었다. 

### 생태공원 조성
매립지의 폐쇄 이후, 서울시는 해당 구역을 생태공원으로 조성하기로 계획하고 쓰레기 산을 덮고 공원 건설을 시작했다. 현재 난지도 매립지 부지는 2022년까지 안정화 작업이 진행 중에 있다. 폐쇄된 매립부지에는 오염 하수가 한강에 스며드는 것을 방지하기 위해 방어벽이 두껍게 둘러쳐져 있으며, 쓰레기에서 발생하는 메탄가스 및 다른 혼합물로부터 나오는 에너지는 인근의 월드컵 공원과 서울 월드컵 경기장 시설의 열에너지원으로 활용되고 있다.
월드컵 공원은 평화의공원, 하늘공원, 노을공원, 난지천공원, 난지한강공원(한강시민공원 난지지구)의 5가지 테마공원으로 조성되어 있으며, 이 중 본래의 쓰레기 매립부지에 해당하는 구역은 난지도 제1매립지에 들어선 노을공원과 제2매립지에 조성된 하늘공원이다.

## 같이 보기
- 월드컵 공원
- 수도권매립지
- 프레시킬스 매립지